# 葡萄糖酸钙
葡萄糖酸鈣（英語：Calcium gluconate）是鈣鹽形式的葡萄糖酸，可用作礦物質補充劑及藥物。作藥物用時是透過靜脈注射方式來治療低血鈣症、高鉀血症和高鎂血症。一般是飲食中鈣含量不足時才需補充。補充鈣可用在治療或是預防骨質疏鬆症或佝僂病。通常的攝取方式是透過口服及靜脈注射，不建議採肌肉注射方式。
注射使用的副作用有心跳過緩、注射部位疼痛和血壓降低。口服使用的副作用有便秘和噁心。攝取時應先測量血鈣水平，有腎結石病史的個體應格外小心。在正常劑量的情況，個體於懷孕期間對於胎兒，以及進行母乳哺育時對於嬰兒被認為屬於安全。葡萄糖酸鈣是將葡萄糖酸與碳酸鈣或是氫氧化鈣混合製成。
葡萄糖酸鈣從20世紀20年代開始即被用於醫療用途。它已被列入世界衛生組織基本藥物標準清單之中。目前葡萄糖酸鈣均以通用名藥物形式在市面上販售。

## 生產
商業化生產葡萄糖酸鈣的方法主要有三種：用次氯酸鹽溶液將葡萄糖進行氧化、對含有溴化物的葡萄糖溶液進行電解氧化，以及在含有葡萄糖和其他成分的培養基中利用特定微生物進行發酵。

## 醫療用途

### 低血鈣症
治療低血鈣症使用最廣的方式是將10%葡萄糖酸鈣溶液以靜脈注射方式輸入人體。但此形式的鈣在吸收效果上會次於乳酸鈣，且這種溶液僅含有0.93% (930克/分升) 鈣離子（定義為100升溶液中含有1克重量溶質，製成含1%重量/體積的溶液）。當低血鈣症是急性且嚴重時，該改而使用氯化鈣。

### 高鉀血症
葡萄糖酸鈣被用來保護有高水平鉀血個體的心臟之用，另一選擇是使用氯化鈣。當血液中鉀水平較高（>6.5毫摩爾/升）或心電圖（ECG）因高鉀血而顯示異常時，建議使用葡萄糖酸鈣。
雖然攝取葡萄糖酸鈣對血液中的鉀含量不發生影響，但可降低心肌的興奮性，而將心律不整的可能性降低。

### 硫酸鎂過量
葡萄糖酸鈣也用於抵消過量攝取瀉鹽（硫酸鎂）的作用，硫酸鎂通常用於孕婦以預防癲癇發作（如患有子癇前症的個體）。過量攝取硫酸鎂會產生硫酸鎂毒性，導致呼吸抑制和深部肌腱反射能力降低（腱反射減弱）。

### 氫氟酸灼傷

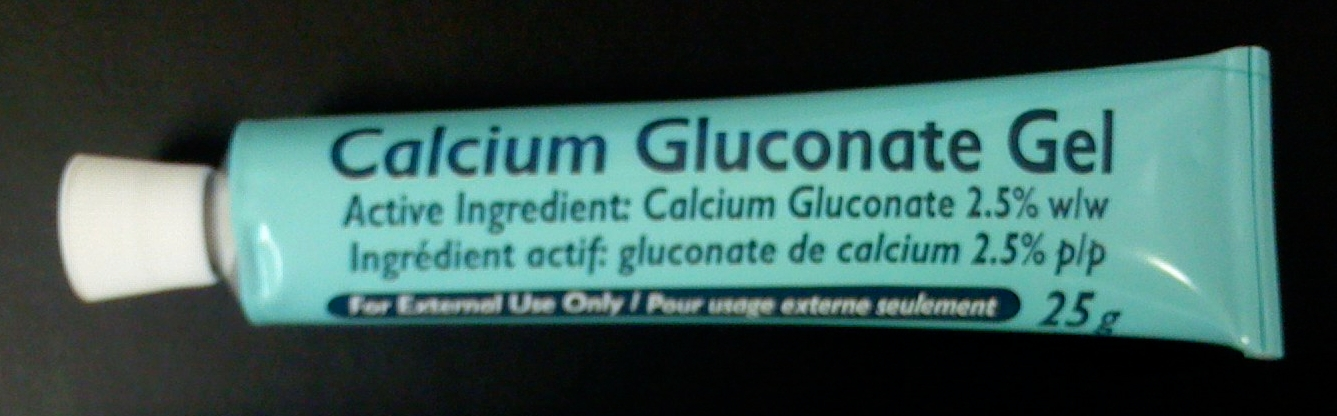
一條裝有葡萄糖酸鈣凝膠製劑的軟管。

含葡萄糖酸鈣的凝膠製劑可用於處理氫氟酸灼傷。葡萄糖酸鈣與氫氟酸反應後可生成不溶性且無毒的氟化鈣。患者除可直接將含2.5%葡萄糖酸鈣凝膠塗敷在灼傷處外，還可接受葡萄糖酸鈣補充劑，因為氟離子會沉澱血清鈣，導致低血鈣症。

### 心搏停止
雖然靜脈注射鈣可用於處理心搏停止，但一般並不建議直接使用（可能會導致結果惡化）。而建議將其使用於會導致心搏停止的狀況，如高鉀血症、低血鈣症（可能於輸血後發生）以及鈣離子通道阻滯劑中毒。碰到前述情況，通常建議使用的是氯化鈣。

## 副作用
使用葡萄糖酸鈣的副作用有噁心、便秘和胃部不適。在快速靜脈注射後可能會引起高血鈣症，導致血管舒張、心律不整、血壓下降和心跳過緩。葡萄糖酸鈣發生靜脈注射外滲時，有導致蜂窩性組織炎的可能。肌肉注射可能導致局部組織壞死和膿瘍形成。
另據報導，使用葡萄糖酸鈣會增加個體的腎血流量、排尿增量、發生利鈉（強化鈉排泄）、提升腎小球濾過率以及升高前列腺素E2和F1-α水平。

## 社會與文化
- 美國於2012年11月和2015年11月報告有醫用葡萄糖酸鈣短暫性短缺的情況，推測原因可能是生產方面問題、供應鏈問題和需求增加所導致。[11][22]
- 以往曾將靜脈注射葡萄糖酸鈣用作黑寡婦蜘蛛叮咬後的解毒劑，常會結合肌肉鬆弛劑使用。[23]然而這種療法後來被證明並無效果。[24][25]

## 外部連結
- . Drug Information Portal. U.S. National Library of Medicine.   [2024-03-25]. （原始内容存档于2019-12-17）.